# 嘉手納飛行場B-52爆撃機炎上事故
嘉手納飛行場B-52爆撃機炎上事故（かでなひこうじょうB-52ばくげききえんじょうじこ）は、1968年11月19日、施政権返還前の沖縄の嘉手納飛行場で発生したB-52爆撃機の炎上事故。

## 離陸の中断

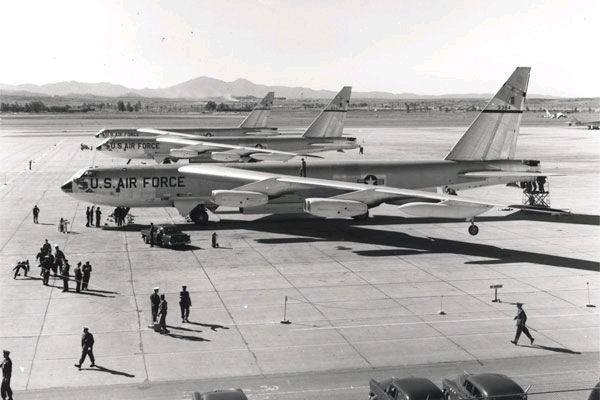
同型機のB-52

アメリカ空軍(USAF)戦略航空軍団(SAC)隷下、第4252戦略航空団に所属するB-52D ストラトフォートレス爆撃機(シリアルナンバー55-0103)は爆弾を満載した状態で嘉手納飛行場からの離陸を開始した。ところが途中で離陸を中断したために滑走路の延長線上で爆発、炎上した。当該機はベトナム戦争のアークライト作戦(Operation Arc Light)に参加するためにベトナムへ向けて離陸しようとしたところであった。
事故現場の先には知花弾薬庫（現在の嘉手納弾薬庫地区）があったが、機体が弾薬庫地区の250m手前で静止したために弾薬庫地区への誘爆等といった直接の影響は免れた。

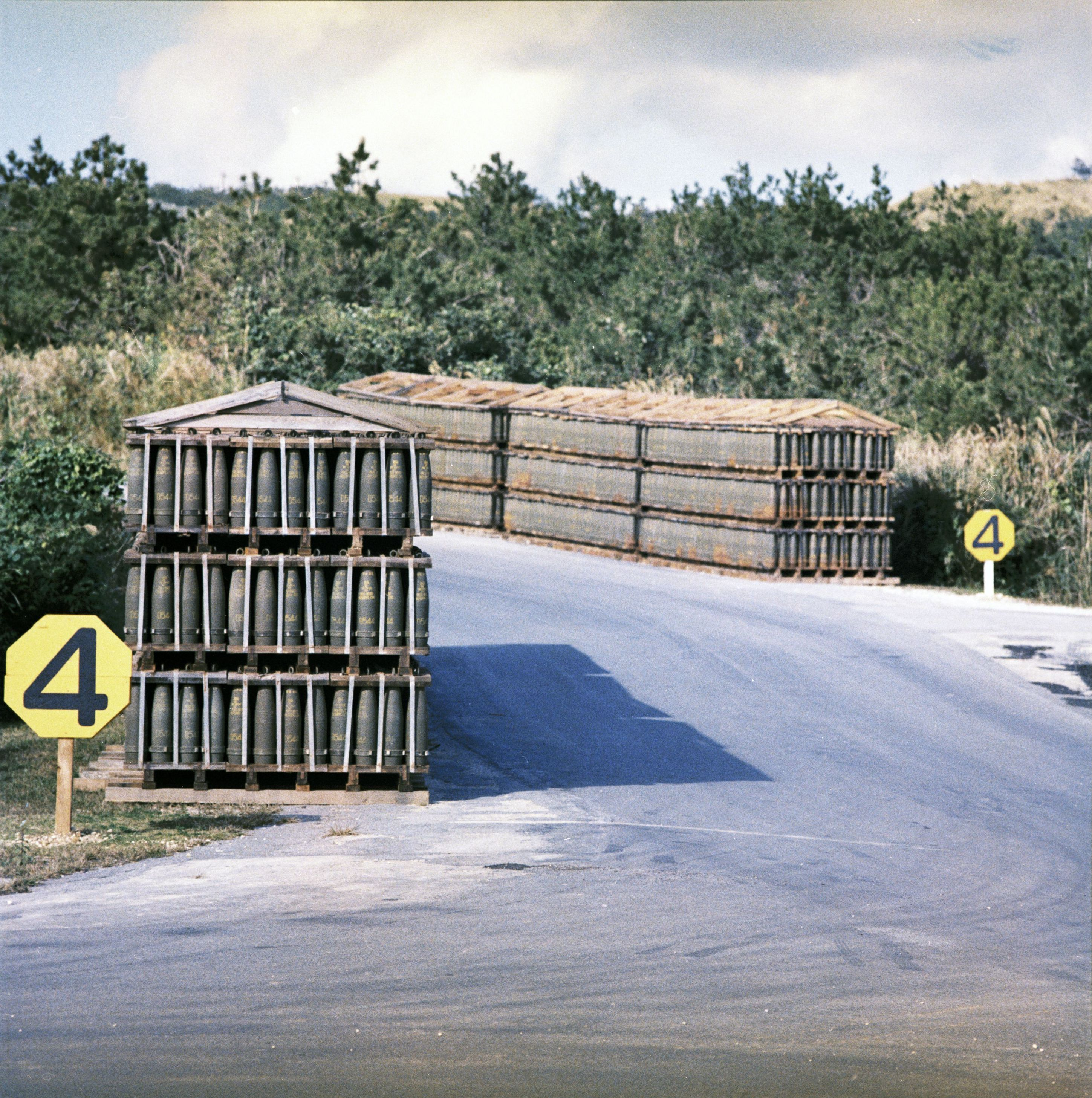
大量の弾薬が保管されている知花弾薬庫(1969年2月)

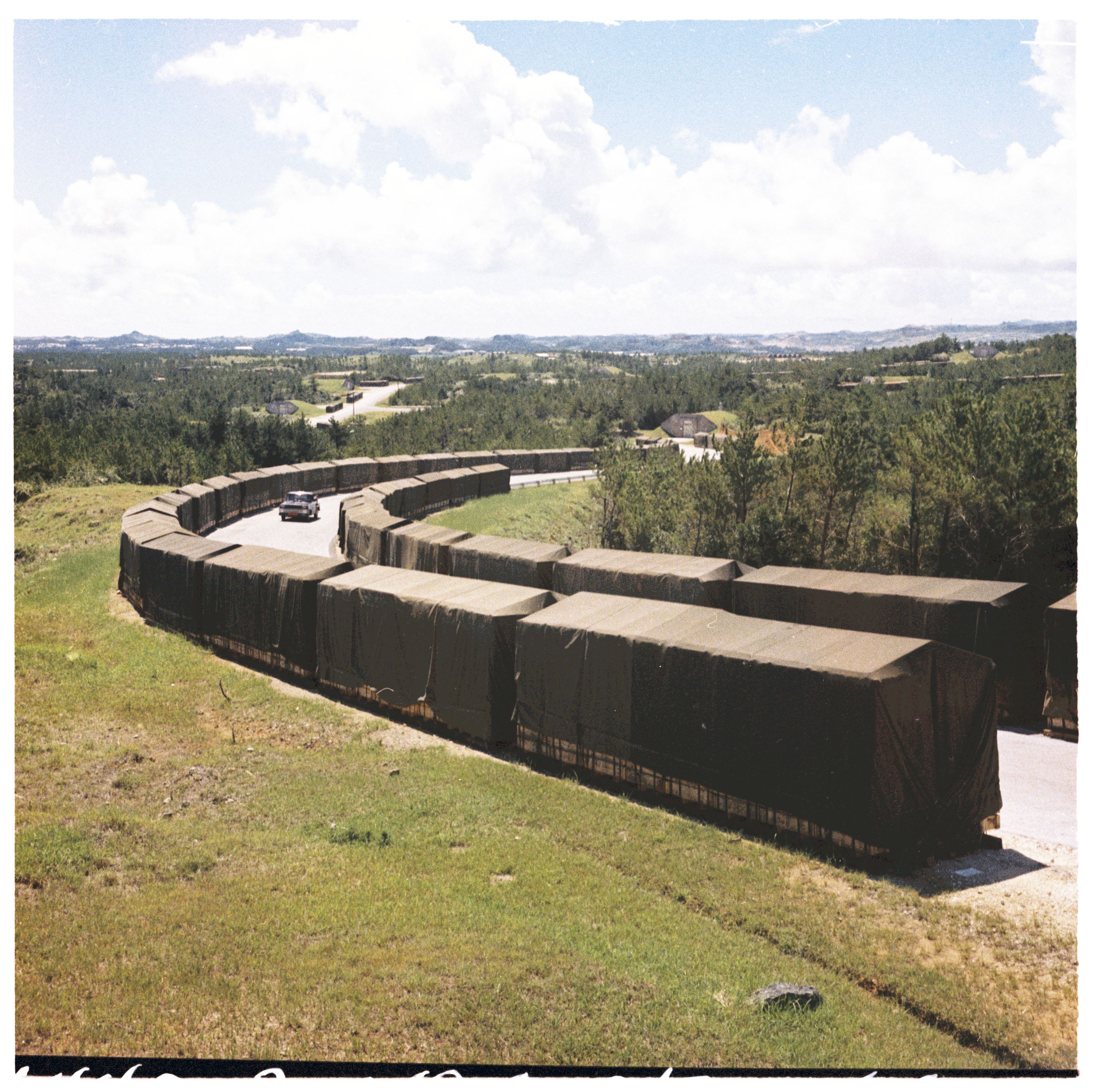
大量の弾薬が保管されている知花弾薬庫（1969年9月）

## 火災と爆発
離陸を中断したことによって発生した火災により、当該機が搭載していた燃料及び爆弾に引火、大爆発を引き起こした。搭載していた爆弾は両翼下に500lb(230kg)爆弾24発、爆弾倉に750lb(340kg)爆弾24発で、合計30,000lb(14,000kg)に及んだ。これら燃料と爆弾がもたらした大爆発は、深さ30ft(9.1m)、幅60ft(18m)のクレーターをつくった。爆風は４キロメートル四方にまで及び、139棟の家屋が破損し、23miles(37km)離れた那覇空軍基地（現在の那覇空港）の薬局の窓までも破壊する程であった。現場からは100メートルを超す高さにまで真っ赤なキノコ雲が立ち上り、目撃した多くの住民らは戦争による攻撃か原爆または水爆が爆発したのだと思って避難を始め、大騒動となった。

## 事故調査
事故機の姿形は "to a black spot on the runway（滑走路上の黒い一点）"に留まった。大爆発を引き起こすという事故の大きさから、空軍のスポークスマンは事故機が通常爆弾しか搭載していなかったことを発表する必要があった。事故機は降着装置とエンジン部品、尾翼、そして延焼を免れた少数の爆発物を除いて、何も残っていなかった。大爆発によって飛散した非常に小さな金属片は"spread like confetti（紙吹雪のように広がっている）"と言われ、関係者は残骸の除去作業に当たってまるで "'52 Pickup." のようであると述べた。("52 Pickup"とは、床に散乱したトランプ・カード全52枚を一枚一枚拾っていく作業のこと、すなわち面倒であることを表すスラングであり、本発言はそのスラングをB-52爆撃機の"52"とひっかけたものである。)
残骸はカンザス州ウィチタに送られた。事故機に乗っていた搭乗員は沖縄から後送されたが、火傷のため死亡した。また、2人の沖縄人従業員も爆発で怪我をした。
もし当該機がそのまま離陸していた場合、滑走路の北側1/4 - 1/2miles (400 - 800m) にある知花弾薬庫地区に墜落、記録的な事故となった可能性がある。知花弾薬庫地区には通常の弾薬や高性能爆発物など数万発の弾薬が保管されており、またW31核弾頭用のMGM-13メイス巡航ミサイル、MGR-1オネスト・ジョン地対地ロケット、MIM-14ナイキ・ヘラクレス地対空ミサイルなど19種類の核兵器弾頭や関係兵器が保管されていたことも知られている。知花弾薬庫地区には化学兵器貯蔵エリア"レッド・ハット"の52の貯蔵庫があり、そこにはおそらく"プロジェクト112”の生物兵器も含まれていた。当時、沖縄では知花弾薬庫に核兵器が保管されているのではないかという疑いの声が上がっていた。
この事故は、米軍施設内で保管されていると思しき化学物質や核兵器が周辺住民を危険に晒すという沖縄の潜在的な危険性を図らずも示すこととなり、沖縄からB-52の撤退を求める運動や沖縄の施政権返還運動を強力に後押しすることになった。